# Maczużnik bojowy

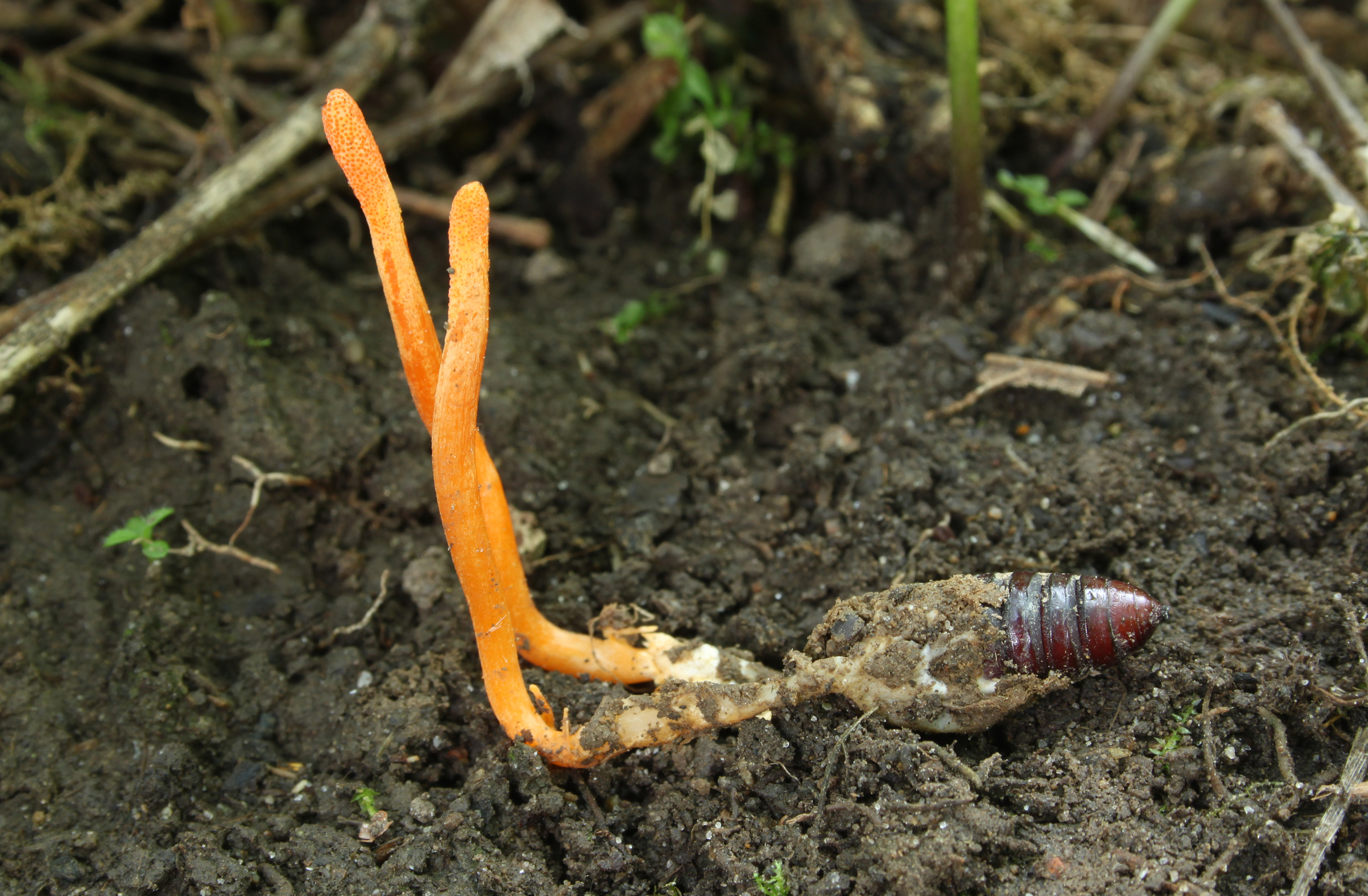
Maczużnik bojowy rozwijający się na poczwarce

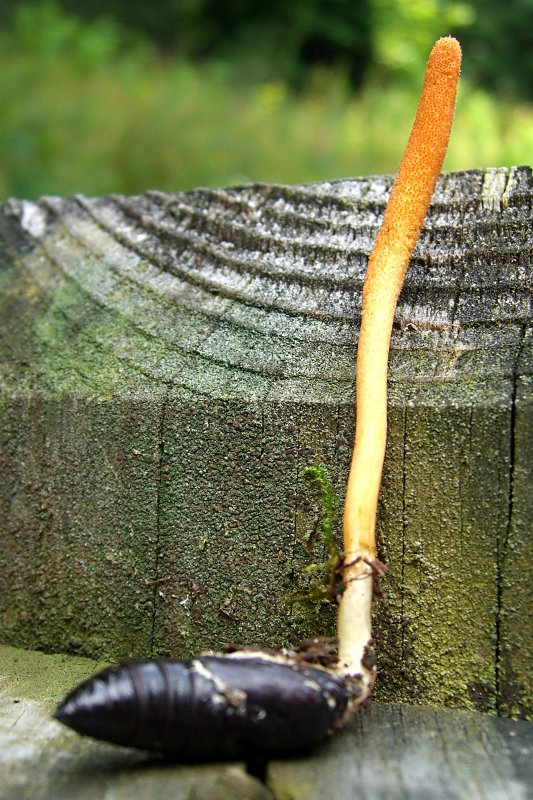

Maczużnik bojowy (Cordyceps militaris (L.) Fr.) – gatunek grzybów z rodziny maczużnikowatych (Cordycipitaceae), pasożyt owadów.

## Systematyka i nazewnictwo
Pozycja w klasyfikacji według Index Fungorum: Cordycipitaceae, Hypocreales, Hypocreomycetidae, Sordariomycetes, Pezizomycotina, Ascomycota, Fungi.
Po raz pierwszy takson ten zdiagnozował w roku 1753 Karol Linneusz nadając mu nazwę Clavaria militaris. Obecną, uznaną przez Index Fungorum nazwę nadał mu w roku 1818 Elias Fries, przenosząc go do rodzaju Cordyceps.
Niektóre synonimy nazwy naukowej:

- Clavaria granulosa Bull.
- Clavaria militaris L.
- Corynesphaera militaris (L.) Dumort.
- Hypoxylon militare (L.) Mérat
- Sphaeria militaris (L.) Ehrh.
- Torrubia militaris (L.) Tul. & C. Tul.
- Xylaria militaris (L.) Gray[2].

W opracowaniu Barbary Gumińskiej i Władysława Wojewody z 1985 r. gatunek ten opisany został pod polską nazwą maczużnik bojowy. W późniejszych opracowaniach mykologicznych nazwa maczużnik dla rodzaju Cordyceps jednak nie pojawia się, zaś Wiesław Fałtynowicz w 2003 r. podaje nazwę maczużnik dla innego rodzaju grzybów – Sphinctrina.

## Morfologia i tryb życia
Tryb życia
Infekuje larwy i poczwarki owadów żyjących pod ziemią. Grzybnia pasożyta rozrasta się wewnątrz ich ciała, powodując ich śmierć i mumifikację. Następnie grzyb korzystając ze składników pokarmowych pobranych z martwego ciała owada tworzy pseudopodkładkę, w której tworzą się perytecja wytwarzające zarodniki płciowe (askospory). Tworzy także bezpłciowo zarodniki konidialne.
Podkładka
Maczugowata, zazwyczaj pojedyncza, rzadko rozwidlona, często z podłużną bruzdą, o długości 0,8–7 cm, szerokości 2–6 mm, pomarańczowa, powyżej wierzchołków perytecjów szorstka. Perytecja całkowicie pokrywają górną część podkładki. Są jajowate, o wymiarach 500–720 × 300–480 µm, o grubości ścianki 20 µm, wyrastają pod kątem prostym do powierzchni, z wyjątkiem wierzchołków. Osadzone są w miękkiej, luźnej, pseudoparenchymatycznej warstwie, która kurczy się podczas suszenia. Worki wąsko cylindryczne, 300–510 × 3,5–5 µm, z wierzchołkiem o grubości 3,5–5 µm. Askospory nitkowate, wieloprzegrodowe, rozpadające się na jednokomórkowe fragmenty o wymiarach 2–4,5 × 1–1,5 µm.
Hodowla
Anamorfa dobrze rośnie na podłożach hodowlanych, tworząc białą, filcowatą grzybnię, z bladym lub cytrynowożółtym rewersem. Konidiofory wyprostowane lub proste z rozgałęzieniami wertykalnymi składającymi się z kilku węzłów, z których każdy ma 1 lub 2 fialidy. Fialidy o długości 13–25 µm, szerokości 1–1,5 µm u podstawy, zwężające się na wierzchołku do szerokości 0,5–1 µm. Konidia w łańcuchach lub główkach; pierwszorzędowe konidia są długie, maczugowate 5–9 × 2–2,5 µm, czasami 1-przegrodowe, drugorzędowe konidia są półkuliste z lekko spiczastą podstawą, 2,5–3 × 2–2,5 µm. Tworzy także blastospory.
W 1932 Yakusiji i Kumazawa na podłożu ryżowym wyhodowali podkładki, a w 1936 r. Shanor na laboratoryjnie zakażonych poczwarkach ćmy, wyhodowali kolonię tworzącą dojrzałe perytecja wytwarzające żywotne askospory. Odkryli, że potrzebna jest temperatura poniżej 22 °C i duże natężenie światła. Potrzeby żywieniowe dla wzrostu saprotroficznego bez tworzenia podkładek nie są wysokie i sugerują, że maczużnik bojowy może rosnąć saprotroficznie w naturze, potrzebując owady tylko do tworzenia zarodników płciowych.

## Występowanie
Gatunek spotykany w Ameryce Północnej i Południowej, Europie i Azji. W Polsce po raz pierwszy jego stanowiska podawano w 1902 r., później notowano go wielokrotnie, m.in. nowe stanowiska podano w 2010 r. Jego aktualne stanowiska podaje także internetowy atlas grzybów. Jest rzadki. Znajduje się na Czerwonej liście roślin i grzybów Polski. Ma status R– gatunek rzadki, który zapewne w najbliższej przyszłości przesunie się do kategorii zagrożonych wymarciem, jeśli nadal będą działać czynniki zagrożenia.
Występuje w świetlistych lasach i na ich obrzeżach, pasożytując na larwach i poczwarkach owadów, głównie ciem (Lepidoptera), donoszono również o poczwarkach chrząszczy (Coleoptera) i niektórych błonkoskrzydłych (Hymenoptera). Uczonym Latge i Vey udało się doświadczalnie konidiami maczużnika bojowego zainfekować jedwabnika morwowego (Bombyx mori).

## Znaczenie
Z owocników wyizolowano substancję polisacharydową nazwaną kordycepiną. Wykazano, że ekstrakt z grzyba hamował różnicowanie adipocytów poprzez aktywację receptorów AhR.